# Chotla (dopływ Radwi)
Chotla – rzeka, lewobrzeżny dopływ Radwi o długości 33,62 km, powierzchni zlewni 126,43 km² i średnim spadku 2,6‰.. Największy dopływ Radwi.

## Nazwa

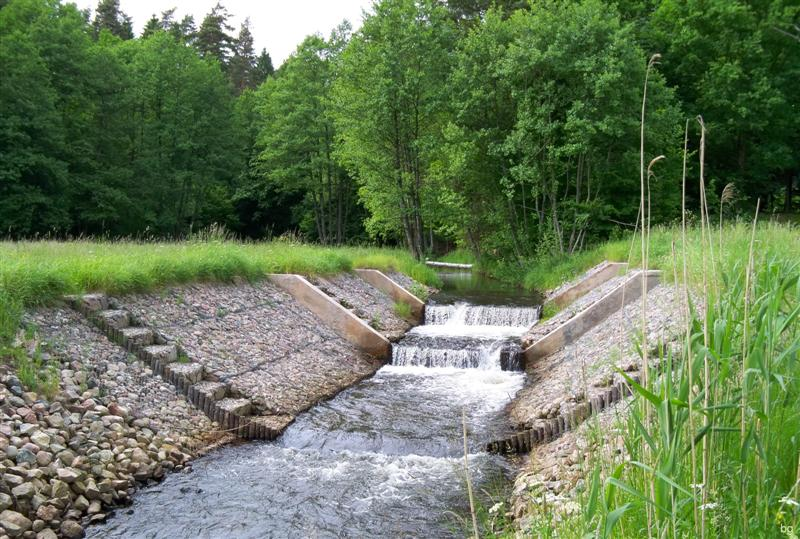
Kaskady z przepławkami przed Bukowem

Nazwę Chotla wprowadzono urzędowo w 1948 roku, zastępując poprzednią niemieckojęzyczną nazwę rzeki – Kautel Bach'.

## Przebieg
Źródła rzeki znajdują się na wschód od Wojęcina. Przepływa przez Bukowo, Bukówko, Słonino i Zaspy Małe, a uchodzi do Radwi na południowy wschód od miejscowości Wronie Gniazdo.

## Przyroda
Mimo że ichtiofauna rzeki jest zróżnicowana, to gatunkiem dominującym jest pstrąg potokowy. Uzupełniają go pstrąg tęczowy (30%), lipień i troć.